# Президентські вибори в Італії 1946

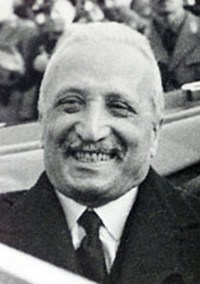
Енріко де Нікола

Вибори тимчасового глави держави в Італії 1946 року відбувались 28 червня шляхом голосування членів Конституційної Асамблеї.

## Історія
Після загальнонаціонального референдуму 2 червня 1946 року, на якому більшість громадян висловились за ліквідацію монархії та встановлення республіканської форми правління, король Умберто II 13 червня зрікся престолу. Після цього функції глави держави тимчасово виконував прем'єр-міністр Альчіде де Гаспері.
Для обрання, серед іншого, тимчасового (до ухвалення Конституції) глави держави була обрана Конституційна Асамблея в складі 556 депутатів, яка 28 червня 1946 року провела голосування. Для обрання кандидат мав здобути не менше трьох п'ятих голосів членів Асамлеї, тобто 334 голоси.
За результатами голосування Енріко де Нікола отримав 396 голосів і, таким чином, став тимчасовим главою держави.

## Результати голосування
| Кандидат                  | Число голосів |
| ------------------------- | ------------- |
| Енріко де Нікола          | 396           |
| Чіпріано Факкінетті       | 40            |
| Оттавія Пенна Бушемі      | 32            |
| Вітторіо Емануеле Орландо | 12            |
| Карло Сфорца              | 2             |
| Альчіде де Гаспері        | 1             |
| Альфредо Пройа            | 1             |
| Пусті бюлетені            | 14            |
| Недійсні бюлетені         | 6             |
| Разом голосів             | 504           |
| Утримались                | 52            |
| Разом тих, хто голосував  | 556           |